# Władysław Kuik
Władysław Kuik (ur. 21 czerwca 1915 w Konarzewie, zm. 18 września 1939 nad Bzurą) – kapral pilot Wojska Polskiego, walczył w 132 eskadrze myśliwskiej przydzielonej w 1939 do Armii „Poznań”.

## Życiorys
Absolwent Szkoły Podoficerskiej Lotnictwa dla Małoletnich w Bydgoszczy.
W 1938 odbył kurs w Lotniczej Szkole Strzelania i Bombardowania w Grudziądzu. Skierowany do 3. pułku lotniczego w Poznaniu. Przydzielony do 132 eskadry myśliwskiej.
Podczas walk we wrześniu 1939 roku zestrzelił jeden samolot niemiecki (brak potwierdzenia), ale utracił własny. Wraz z personelem naziemnym przedzierał się w kierunku Warszawy. Zginął 18 września 1939 podczas przeprawy przez Bzurę w rejonie wsi Iłów.
Ekshumowany w czerwcu 1940 roku i pochowany na cmentarzu w Kiernozi, sektor 5(E), mogiła E 64.

## Zwycięstwa powietrzne
Na liście Bajana zajmuje 264. pozycję z wynikiem 1 zestrzelenie pewne.
- Ju 86 - wrzesień 1939

## Odznaczenia
- Krzyż Walecznych - pośmiertnie (rozkaz Naczelnego Wodza PSZ na Zachodzie nr 5/41[3], Dz.U. 5/47)